# Ментешашвили, Тенгиз Николаевич
Тенгиз Николаевич Ментешашвили (26 марта 1928, Тифлис, Грузинская ССР, ЗСФСР, СССР — 25 апреля 2016, Москва, Россия) — советский грузинский партийный и государственный деятель, секретарь Президиума Верховного Совета СССР (1982—1989).

## Биография
Член Коммунистической партии с 1952 года. Образование высшее: в 1950 году окончил Грузинский политехнический институт им. С. М. Кирова по специальности инженер-механик.
С 1945 года — студент Тбилисского политехнического института.
С августа 1950 года — инженер, с декабря 1950 года — инженер-конструктор Закавказского металлургического завода.
С марта 1952 года — второй секретарь Руставского городского комитета ЛКСМ Грузии.
С июня 1953 года — инструктор, с мая 1956 года — заместитель заведующего отделом ЦК ЛКСМ Грузии.
В январе-апреле 1958 года — секретарь, с апреля 1958 года — второй секретарь ЦК ЛКСМ Грузии.
С марта 1961 года — заместитель заведующего отделом промышленности и транспорта ЦК КП Грузии.
С апреля 1963 года — первый секретарь Руставского городского комитета КП Грузии.
С марта 1966 года — заместитель заведующего отделом торговли ЦК КП Грузии.
С января 1968 года — заместитель заведующего отделом легкой и пищевой промышленности ЦК КП Грузии.
С июля 1972 года — заместитель заведующего отделом организационно-партийной работы ЦК КП Грузии.
С февраля 1974 года — второй секретарь, с января 1976 года — первый секретарь Тбилисского городского комитета КП Грузии.
С ноября 1982 года — секретарь Президиума Верховного Совета СССР.
В мае 1989 года — январе 1992 года — член Совета Национальностей Верховного Совета СССР, член Комитета Верховного Совета СССР по вопросам правопорядка и борьбе с преступностью.
Кандидат в члены ЦК КПСС (1986—1990). Депутат Совета Национальностей Верховного Совета СССР (1974—1989) от Грузинской ССР. Народный депутат СССР, член Верховного Совета СССР (1989—1991).
С января 1992 года на пенсии.
Почётный иностранный член Российской академии художеств.
Скончался 25 апреля 2016 года в Москве.
Был женат на Цинари Копадзе, в браке родилось двое сыновей — Николай (род. 4 июня 1968 года) и Георгий (род. 6 ноября 1969 года).

## Награды
- Орден Чести (1998)[3]
- Орден Октябрьской Революции
- Орден Трудового Красного Знамени (25.03.1988)
- Орден «Знак Почёта»
- Почётный гражданин Тбилиси (1982)